# 冻苏秦
《冻苏秦》又名《衣锦还乡》，全名《冻苏秦衣锦还乡》，是一本元杂剧，无名氏撰。。讲述苏秦从穷困潦倒中发迹的故事。